# Arnold Frank (Theologe)
Arnold Frank (* 6. März 1859 in Suja / Österreich-Ungarn; † 20. März 1965 in Belfast) war ein evangelischer Theologe ungarischer Herkunft, der von 1884 bis 1938 als Pastor der Jerusalem-Gemeinde in der Judenmission und Diakonie in Hamburg tätig war. 

## Leben und Werk
Arnold Frank wurde in Suja, einem Ort südlich von Rajec (damals Österreich-Ungarn, heute Slowakei), als Sohn jüdisch-orthodoxer Eltern geboren. Mit 17 Jahren kam er nach Deutschland; in Hamburg arbeitete Frank als Angestellter der Privatbank Rothschild & Baruch. In Hamburg geriet er in Kontakt mit christlichen Mitgliedern der Jerusalem-Gemeinde. Frank konvertierte zum Christentum und ließ sich am 24. Juni 1877 von John Campbell Aston, Pastor der Jerusalem-Kirche, taufen. Frank besuchte – ermutigt von seinem Pastor – ein Gymnasium in Hamburg und studierte ab 1879 Theologie am College der Presbyterian Church in Ireland in Belfast. Im Januar 1884 nahm er die britische Staatsbürgerschaft an. Bei Freunden der Familie Aston in Belfast lernte er seine spätere Ehefrau Ella-Louisa Kingham kennen. Im selben Jahr wurde er ordiniert und zum Missionsdienst an die Jerusalem-Kirche in Hamburg berufen.
Der Schwerpunkt der Arbeit Franks in Hamburg lag auf der Judenmission sowie der wohltätigen Arbeit an Juden, insbesondere an jüdischen Auswanderern aus Osteuropa auf dem Weg nach Übersee, oft auf der Flucht vor Pogromen im zaristischen Russland. In der Eimsbütteler Straße (heute Budapester Straße) gründete Pastor Arnold Frank ein Missionshaus für emigrierende jüdische Männer. Ab 1899 gab Frank die Zeitschrift Zions Freund heraus, die zeitweilig eine Auflage von 40.000 Exemplaren erreichte und auch in die jüdischen Siedlungsgebiete Osteuropas verschickt wurde. 
1910 verlieh die University Belfast Arnold Frank den Ehrendoktor der Theologie.
Unter Franks Führung schuf die Jerusalem-Gemeinde ein neues Zentrum für die Gemeindearbeit, damals noch außerhalb der Innenstadt. Dafür erwarb die Jerusalem-Gemeinde städtisches Bauland an der Ecke Schäferkampsallee / Moorkamp in Eimsbüttel. 1912 wurde die neue Jerusalem-Kirche eingeweiht. Nach Fertigstellung der Kirche begann der Bau eines Diakonissen-Hauses und des Jerusalem-Krankenhauses.
1933 konnte Arnold Frank das Diakonissen- und Krankenhaus einer Schweizer Stiftung unterstellen. Im August 1938 verhaftete die Gestapo trotz britischer Staatsangehörigkeit Arnold Frank zusammen mit seinem Pastorkollegen Ernst Moser. Nach neun Tagen und Interventionen britischer Stellen wurden beide entlassen. Im selben Jahr verließ Arnold Frank Deutschland und ging nach Nordirland. 1939 wurde die Jerusalem-Gemeinde verboten. Nach dem Krieg kehrte Frank noch dreimal nach Hamburg zurück und unterstützte den Neubau des Kinderheims Jerusalem in Bad Bevensen. 1953 konnte er am Gottesdienst zur Wiedereinweihung der im Krieg zerstörten Jerusalem-Kirche teilnehmen.
Am 30. März 1963 wurde Frank durch den Bundespräsidenten mit dem Verdienstkreuz 1. Klasse ausgezeichnet. Kurz nachdem Arnold Frank 1965 seinen 106. Geburtstag feiern konnte, erkrankte er und starb nach kurzer Krankheit in Belfast.
In Taughmonagh, einem Vorort von Belfast, wurde 2007 eine neu erbaute Kirche nach ihm benannt: The Rev Arnold Frank Memorial Presbyterian Church. Der Neubau wurde aus dem testamentarischen Vermächtnis von Anna  Harpur and Ella Louise Frank finanziert, das diese Widmung vorsah.